# 竹田喜之助
竹田 喜之助（たけだ きのすけ、大正12年（1923年）6月27日 - 昭和54年（1979年）9月5日）は、日本の人形師。本名は岡本 隆郎（おかもと たかお）。

## 経歴
1923年（大正12年）、岡山県邑久郡邑久町豊安（現・瀬戸内市邑久町）に生まれる。岡本家は呉服商の大店であり、隆郎は長男だった。邑久村尋常小学校（現・瀬戸内市立邑久小学校）、岡山第一中学校（現・岡山県立岡山朝日高等学校）を卒業後、旧制第六高等学校（現・岡山大学）を経て、1943年（昭和18年）に東京帝国大学工学部航空工学科に入学。1950年（昭和25年）に東京大学第二工学部航空工学科を卒業。卒業と同時に人形芝居の結城孫太郎一座に弟子入りし、隆郎は結城糸城三（しきぞう）を名乗った。1955年（昭和30年）4月、結城孫太郎は竹田三之助と改名し、竹田人形座を設立。寛文年間（1660年頃）からの伝統を持つ竹田人形芝居を復興させ、喜之助もこれに参加した。
1965年（昭和40年）の三之助の他界後は、養子となった竹田扇之助が跡を継ぎ、喜之助も扇之助の右腕として活躍した。1970年（昭和45年）の大阪万博では住友童話館で「つる」を連日公演し、総公演回数は1,442回に及んだ。竹田人形座は1972年（昭和47年）からは西ドイツを皮切りにイギリス、スウェーデン、フランス、デンマークなどヨーロッパ諸国やアメリカでも公演を行い世界的に有名になった。また、テレビ人形劇にも多くの作品を残した。喜之助は約2,600体の糸操り人形を作成し名声を馳せた。独自の技術が盛り込まれたその人形は「喜之助人形」と呼ばれた。中でも「雪ん子」は傑作と言われている。
1979年（昭和54年）8月31日にはバイクでの帰宅中にトラックと衝突する交通事故に遭い、9月5日に死去。56歳だった。

### 死後

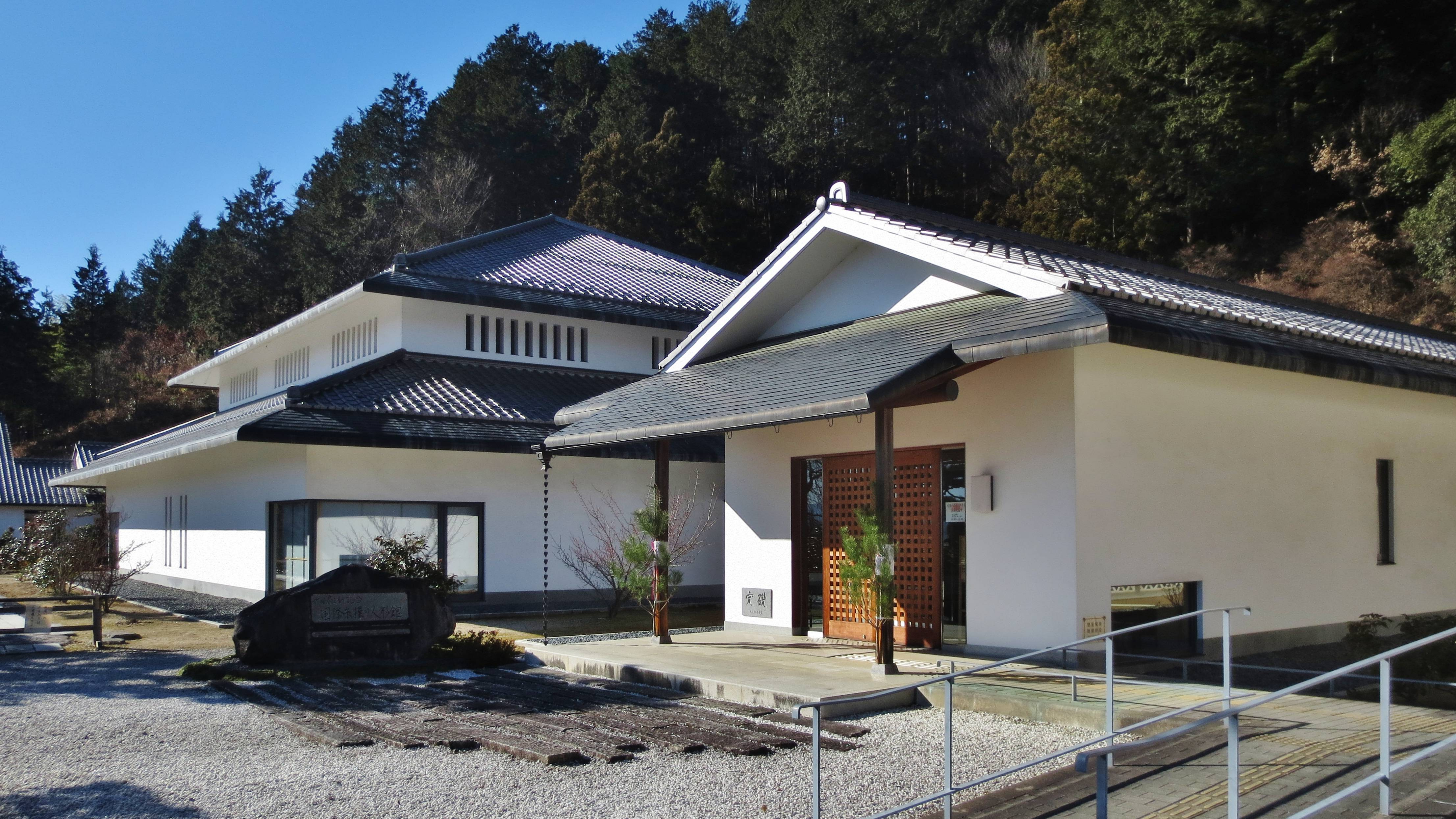
国際糸操り人形館

喜之助を失った竹田人形座は活動休止に追い込まれた。座長であった扇之助は喜之助の作成した人形などを、郷里の長野県飯田市に寄贈した。1990年（平成2年）には飯田市に「竹田扇之助記念国際糸操り人形館」が開館し、扇之助が館長に就任、喜之助の人形などが展示されている。
また、喜之助の郷里である瀬戸内市の邑久郷土資料館内には「喜之助記念室、喜之助フェス記念室」が設置され、人形製作室が復元されたほか、代表作「雪ん子」や遺品などの展示が行われていた。その後、2016年（平成28年）に開館した瀬戸内市民図書館「もみわ広場」には「喜之助ギャラリー」が設置され、喜之助人形が展示されている。また、瀬戸内市は1988年（昭和63年）より例年8月第3土・日曜日ごろに瀬戸内市中央公民館にて糸操り人形劇を中心とした「瀬戸内・喜之助フェスティバル」を開催している。2015年（平成27年）には「瀬戸内・喜之助フェスティバル」の中で約30年ぶりに「雪ん子」が上演され、連日満員の観客を集めた。

## 人形製作に携わった番組
- 宇宙船シリカ（NHK、1961年）
- 銀河少年隊（NHK、1963年 - 1965年）
- 空中都市008（NHK、1969年 - 1970年）
- プルルくん（NHK、1974年 - 1976年）
- あかおにぼんぼ（フジ、ママとあそぼう!ピンポンパン番組内）

など

## 受賞
- 1955年（昭和30年） 東京都指定無形文化財
- 1957年（昭和32年） 「雪ん子」文部省芸術祭優秀賞受賞
- 1965年（昭和40年） 「雪ん子」NHK教育局長賞
- 1966年（昭和41年） 「つるの笛」文部省芸術祭優秀賞
- 1968年（昭和43年） 「明治はるあき」文部省芸術祭優秀賞（映画部門）
- 1990年（平成2年） 日本ウニマ名誉会員
- 1991年（平成3年） 邑久町名誉町民（現在は瀬戸内市名誉市民[7]）
- 1992年（平成4年） 世界人形劇連盟名誉会員

出典 : 瀬戸内・喜之助フェスティバル

## 画像

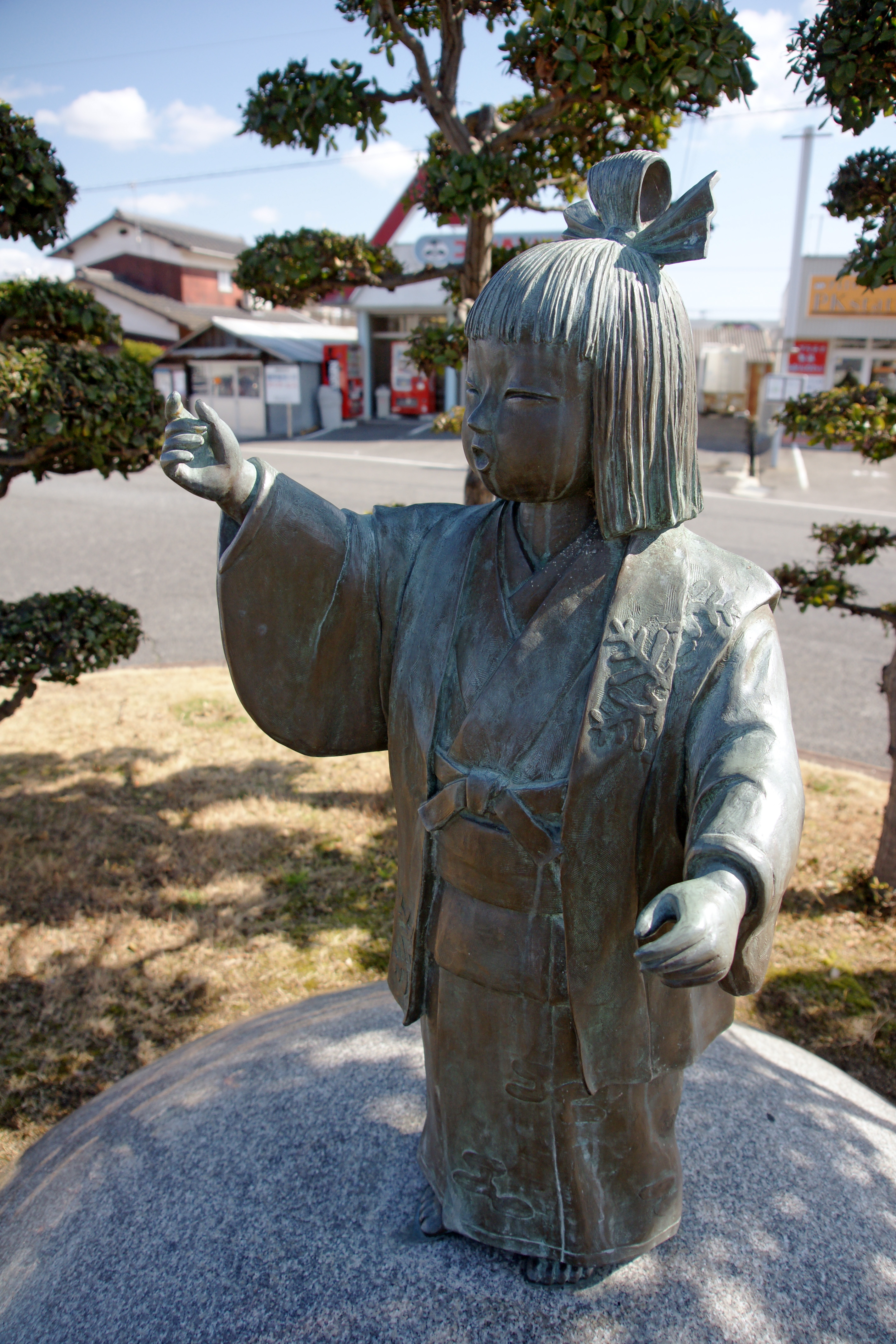
JR邑久駅前にある喜之助人形「雪ん子」
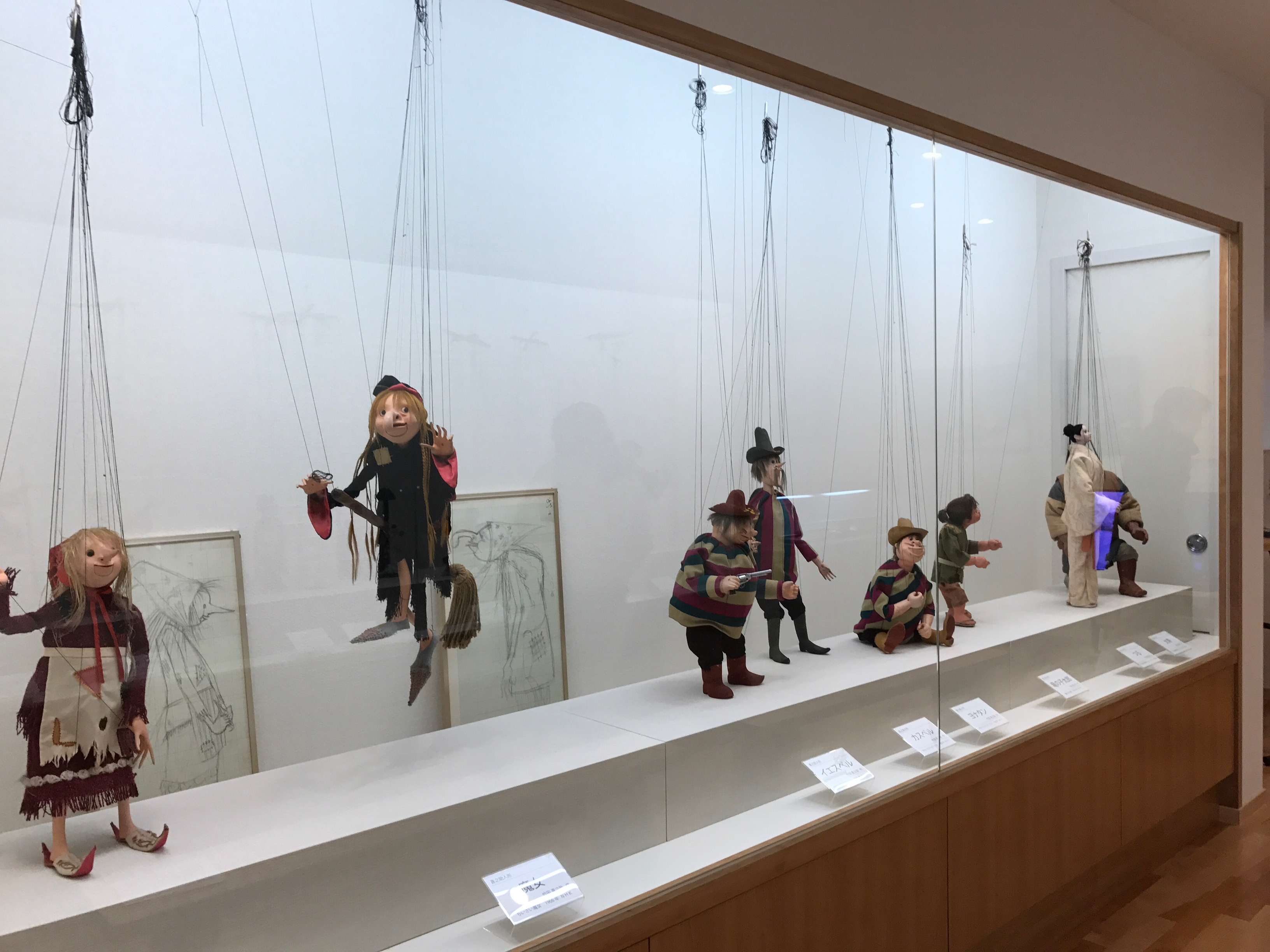
瀬戸内市民図書館「もみわ広場」にある喜之助ギャラリー